# Montérolier
Montérolier – miejscowość i gmina we Francji, w regionie Normandia, w departamencie Sekwana Nadmorska.
Według danych na rok 1990 gminę zamieszkiwało 417 osób, a gęstość zaludnienia wynosiła 36 osób/km² (wśród 1421 gmin Górnej Normandii Montérolier plasuje się na 518. miejscu pod względem liczby ludności, natomiast pod względem powierzchni na miejscu 267.).